# Felipe I de Borgoña
Felipe I, llamado también Felipe de Rouvre (Rouvres-en-Plaine, Dijon, 1346 - Castillo de Rouvre, 21 de noviembre de 1361), conde palatino de Borgoña y duque borgoñón hasta su muerte.

## Biografía
Fue el único hijo de Felipe (1323-1346), heredero del condado de Borgoña, y de Juana I de Auvernia. Fue el sucesor de su abuelo Odón (1295-1350) a los tres años de edad. Su padre era el unigénito del duque Odón IV de Borgoña y de Juana III de Borgoña, condesa de Borgoña y Artois.
En 1355 casó con Margarita, hija de Luis de Mâle, conde de Flandes.
Durante la minoría de edad de Felipe gobernó en sus Estados Juan, duque de Normandía, segundo esposo de su madre, Juana de Auvernia, y más tarde rey de Francia. Después de la derrota de Poitiers (1356), Juana se encargó de la tutela, que duró hasta su muerte (1360). Felipe, que ya había dado muestra de gran madurez de juicio, fue declarado entonces mayor de edad.
Al asumir su posición Felipe dominaba una parte importante de Europa. Además del ducado de Borgoña mismo y de las tierras de Auvernia y Boulogne adquiridas a través de su madre, así como la herencia de su abuela de los condados de Artois y Borgoña (provincias del Franco Condado) (tierras que el directamente gobernaba, en su propio derecho), el matrimonio con Margarita III de Flandes (1357), heredera del condado de Flandes, trajo consigo la promesa de la futura tenencia de los principados de Flandes, Nevers, y Rethel, Brabante y Limburgo.
Sin embargo, Felipe contrajo la peste y murió en 1361, antes de que pudiera consumar la unión con su prima en segundo grado, Margarita (a su muerte, tenía 15 años de edad). Sin hijos, hermanos, o primos, sus tierras fueron divididas entre el rey Juan II de Francia y Juan de Boulogne, un tío y su tía Margarita I de Borgoña.
Juan de Boulogne y Auvernia, un tío abuelo materno, heredó Boulogne y Auvernia, propiedades que Felipe heredó de su madre Juana. 
Margarita I de Borgoña, condesa viuda de Flandes y tía de Felipe, heredó Artois y el Condado Palatino de Borgoña, como la siguiente en la línea sucesoria, ya que era la hermana menor de la abuela paterna de Felipe, Juana, ambas hijas de Juana II de Borgoña, condesa de Artois, Borgoña y reina de Francia por su matrimonio con el rey Felipe V de Francia. 
Margarita era la abuela de la niña-novia de Felipe, Margarita de Flandes, y después, en la década de 1380, estos condados fueron heredados por la joven Margarita, quien se convirtió en la poseedora de las propiedades treinta años antes de su primer marido.
El Ducado de Borgoña hubiese ido a Carlos II de Navarra según primogenitura, pero fue a Juan II de Francia según proximidad de sangre. A pesar de las tentativas de rey Carlos II de Navarra para apoderarse del ducado de Borgoña, el establecimiento de la herencia fue pacífico. Después, en 1364, Juan otorgó Borgoña a su hijo Felipe de Valois. 
Carlos II de Navarra era el nieto y heredero de Margarita de Borgoña, hija mayor del duque Roberto II de Borgoña. Juan II de Francia era el hijo y heredero de Juana de Borgoña, segunda hija del duque Roberto II de Borgoña. Juan era primero primo-hermano del padre de Felipe, mientras que Carlos era hijo del primo-hermano del padre de Felipe. La madre de Carlos, Juana, ya había muerto en 1349. 
La posición práctica de Juan fue ayudada desde el principio por el padrastro del joven duque, estando casado con la viuda Juana de Auvernia, y teniendo esta posición tomó parte en la administración del Ducado. El Rey de Navarra fue algo despreciado por muchos franceses, después de sus alianzas inglesas durante la primera década de la Guerra de los Cien Años (1337 – 1453). 
| Predecesor: Odón IV de Borgoña | Duque de Borgoña 1350 - 1361                        | Sucesor: Se integra al Dominio real francés (siguiente titular Felipe II de Borgoña) |
| Predecesor: Juana I            | Conde de Boulogne Conde de Auvernia 1360 - 1361     | Sucesor: Juan II                                                                     |
| Predecesor: Juana III          | Conde de Artois Conde Palatino de Borgoña 1347-1361 | Sucesor: Margarita I                                                                 |